# Onitis alexis
Onitis alexis är en skalbaggsart som beskrevs av Johann Christoph Friedrich Klug 1835. Onitis alexis ingår i släktet Onitis och familjen bladhorningar. Utöver nominatformen finns också underarten O. a. septentrionalis.